# Kristian Eidnes Andersen
Kristian Eidnes Andersen est un compositeur et ingénieur du son danois né le 2 juillet 1966 à Faxe au Danemark. 

## Filmographie

### Compositeur

#### Cinéma
- 2009 : Sois sage de Juliette Garcias
- 2009 : Antichrist de Lars Von Trier
- 2010 : Blood in the Mobile (da)
- 2010 : Klovn - The Movie (da)
- 2010 : Kvinden der drømte om en mand (da)
- 2010 : Lost in Africa (da)
- 2012 : ID：A
- 2012 : The Human Scale (da)
- 2013 : Ida
- 2015 : The Man Who Saved the World
- 2016 : Sami Blood (Sameblod)
- 2018 : Petra
- 2019 : Vivarium
- 2023 : Les Belles Créatures (Berdreymi) de Guðmundur Arnar Guðmundsson
- 2023 : Le Bleu du caftan de Maryam Touzani
- 2024 : Rumours, nuit blanche au sommet (Rumours) de Guy Maddin et Evan et Galen Johnson

#### Séries télévisées
- 2010-2013 : Borgen, une femme au pouvoir [source insuffisante]
- 2013 : Halvbroren (no)
- 2015 : The Heavy Water War : Les Soldats de l'ombre
- 2015 : Les Héritiers
- 2015-2017 : Norskov, dans le secret des glaces
- 2016 : Nobel
- 2019 : Quicksand

### Ingénieur du son
- 2010 : Submarino
- 2011 : Melancholia
- 2012 : La Chasse
- 2013 : Only God Forgives
- 2013 : Nymphomaniac
- 2020 : Petite Fille

## Distinctions
- De nombreux Roberts
- Prix du cinéma européen 2020 : Meilleur ingénieur du son pour Petite Fille[1]